# 残疾人就业保障金
残疾人就业保障金是中华人民共和国财政部， 国家税务总局， 中国残疾人联合会以《残疾人保护法》为依据， 设立的基金。 由税务系统征收， 入国库， 残联管理，财务不公开。